# Erechthias transfusa
Erechthias transfusa is een vlinder uit de familie van de echte motten (Tineidae). De wetenschappelijke naam van de soort is voor het eerst geldig gepubliceerd in 1921 door Meyrick als Ereunetis transfusa